# Большая Мельница (река)
Большая Мельница — река в Туруханском районе Красноярский края, правый приток Енисея. Длина — 28 км.
Река Большая Мельница берёт начало в болотах. Течёт на север мимо деревни Костино. Впадает в Енисей у заброшенного посёлка Мельничная, на расстоянии 1031 км от устья. Основные притоки: Зыбунная и Каменный.
По данным государственного водного реестра России относится к Енисейскому бассейновому округу. Код водного объекта 17010600112116100061412.